# ウィリアム・ヘンリー・トレスコット

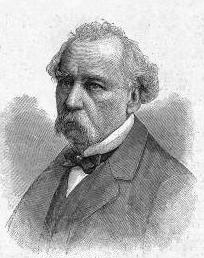
ウィリアム・ヘンリー・トレスコット

ウィリアム・ヘンリー・トレスコット（William Henry Trescot, 1822年11月10日 - 1898年5月4日）は、アメリカ合衆国の政治家、外交官。

## 生涯
1822年11月10日、トレスコットはサウスカロライナ州チャールストンにおいて誕生した。トレスコットは1840年にチャールストン大学を卒業し、ハーバード大学で法律を学んだ。そして1843年に弁護士と認可を受けた。
トレスコットは1852年から1854年までロンドンの合衆国公使館長を務めた。1860年、トレスコットは国務次官補として任命を受けた。国務長官ルイス・カスが不在となった1860年6月から12月までは国務長官の職務を代行した。当時の合衆国の高官の中でサウスカロライナ州出身の人物はトレスコットはただ1人であった。またトレスコットはジェームズ・ブキャナン大統領と親交があり、かつサウスカロライナ州の連邦離脱推進派のリーダーとも近い関係にあったことから、トレスコットの立場は重要視された。
トレスコットは南部で孤立したサムター要塞に合衆国が増援することに反対し、サウスカロライナ州への砦に対する攻撃を回避するため、自身の影響力を行使した。合衆国において連邦離脱に関する問題を検討する会議がワシントンD.C.で招集されると、トレスコットはサウスカロライナ州の特別代理人としてその会議に参加した。だがいよいよ南北間の対立が不可避となった1860年12月、トレスコットは国務次官補の職を辞任した。そしてトレスコットは翌1861年の2月にチャールストンへ帰郷した。
トレスコットは1862年から1866年までサウスカロライナ州下院議員を務め、南北戦争においてロズウェル・リプリー将軍の下で大佐を務めた。南北戦争終戦後、トレスコットはワシントンD.C.へと戻った。
1877年、トレスコットはハリファックス漁業委員会において合衆国の弁護人となった。トレスコットは1880年に中国との間の条約改正に関する委員を務め、1881年から1882年まで駐チリ公使、1882年にユリシーズ・グラントとともにメキシコとの間の通商条約の交渉役を務めた。そして1889年から1890年までワシントンD.C.で開催された第1回アメリカ州国際会議の代表を務めた。
1898年5月4日、トレスコットはサウスカロライナ州ペンドルトンで死去した。

## 著作物
- The Diplomacy of the Revolution (1852)
- An American View of the Eastern Question (1854)
- The Diplomatic History of the Administrations of Washington and Adams (1857)
- Memorial of the life of J. Johnston Pettigrew: Brigadier General of the Confederate States Army (1870)